# Myrmecaelurus laetior
Myrmecaelurus laetior is een insect uit de familie van de mierenleeuwen (Myrmeleontidae), die tot de orde netvleugeligen (Neuroptera) behoort. 
Myrmecaelurus laetior is voor het eerst wetenschappelijk beschreven door Navás in 1932.